# Experimentul Stern-Gerlach

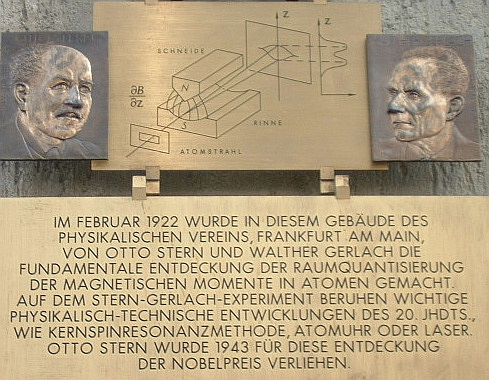
Placă comemorativă la Physikalischer Verein din Frankfurt pe Main

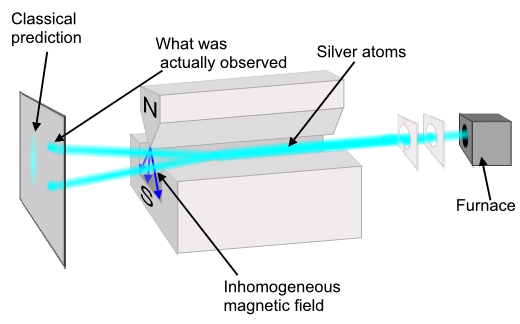
Schema experimentului Stern-Gerlach

Experimentul Stern-Gerlach, efectuat de fizicienii germani Otto Stern și Walther Gerlach în 1922 în clădirea asociației Physikalischer Verein din Frankfurt pe Main, a demonstrat că sistemele microscopice (electroni și atomi) au proprietăți intrinsece, independente de mișcarea lor orbitală. Aceste proprietăți, care nu pot fi explicate în cadrul fizicii clasice, ilustrează principii fundamentale ale fizicii cuantice. Scopul imediat al experimentului era testarea ipotezei Bohr-Sommerfeld din teoria cuantică veche, conform căreia momentul cinetic al unui atom se supune unor reguli de cuantificare în spațiu. Rezultatele i-au condus pe Ralph Kronig, George Uhlenbeck și Samuel Goudsmit, în 1925, la formularea ipotezei privitoare la existența unui moment cinetic intrinsec al electronului, care a primit numele de spin.
În versiunea inițială a experimentului se măsura devierea unui fascicul de atomi de argint într-un câmp magnetic neomogen. El a fost repetat de T.E. Phipps și J.B. Taylor, în 1927, utilizând atomi de hidrogen.

## Descriere
În experimentul Stern-Gerlach, un fascicul de atomi de argint, generat de o sursă termică, era trimis, în direcție orizontală (axa 1), printre piesele polare ale unui magnet configurat astfel încât să producă un câmp magnetic pe o direcție perpendiculară (axa 3) și puternic neomogen în această direcție. În aceste condiții, fiecare atom din fascicul era supus unei forțe orientate în direcție verticală, proporțională cu componenta momentului magnetic al atomului și cu componenta gradientului câmpului magnetic: {\displaystyle \scriptstyle F_{3}\,=\,\mu _{3}{\frac {\partial B}{\partial 3}}}, forță care îi devia traiectoria în direcția 3. Deviația atomilor din fascicul, după ce străbătuseră câmpul magnetic, era măsurată prin urma pe care o lăsau pe un ecran vertical.
Dacă atomii ar fi fost obiecte clasice, având momente magnetice distribuite continuu într-un interval (determinat de condițiile producerii lor în sursa termică), amprenta lăsată de fascicul ar fi fost un segment de linie verticală. Rezultatul experimental erau două urme punctuale distincte, indicând că momentul magnetic al atomului de argint putea avea doar două valori distincte, bine precizate.
Momentul magnetic al atomului de argint pus în evidență în acest experiment era totodată momentul magnetic al unicului electron aflat în pătura externă a atomului, fiindcă datele spectroscopice (explicate ulterior de principiul de excluziune) indicau că momentele magnetice ale electronilor din păturile interioare se compensează. Experimentul nu putea fi efectuat cu un fascicul de electroni: aceștia, având sarcină electrică diferită de zero, ar fi suferit o deviere datorită forței Lorentz, care ar fi mascat efectul căutat.
Repetarea experimentului cu atomi de hidrogen, câțiva ani mai târziu, a eliminat obiecțiile legate de posibila influență a păturilor electronice interioare.

## Interpretare
În modelul atomic Bohr-Sommerfeld se face ipoteza că orbitele electronice sunt cuantificate în spațiu: fiecare stare staționară este caracterizată printr-un număr întreg nenegativ {\displaystyle \scriptstyle \ell =0,\,1,\,2,\,...\,} , numit număr cuantic orbital sau număr cuantic azimutal, iar proiecția momentului cinetic orbital pe direcția perpendiculară pe planul orbitei poate avea doar una din cele {\displaystyle \scriptstyle 2\ell +1\,} valori {\displaystyle \scriptstyle -\ell ,\,-\ell +1,\,...\ell -1,\,\ell \,.} Rezultatul unui experiment de tip Stern-Gerlach care testează un electron atomic cu număr cuantic orbital {\displaystyle \scriptstyle \ell } ar trebui să fie un număr impar {\displaystyle \scriptstyle 2\ell +1\,} de urme punctuale plasate pe aceeași verticală. În cazul atomului de argint în starea fundamentală {\displaystyle \scriptstyle \ell =0\,}, fascicolul ar trebui să rămână nedeviat, pe când experimentul produce două urme, număr par.
Experimentul Stern-Gerlach a dovedit existența unor stări atomice caracterizate printr-un număr cuantic discret, care însă nu sunt legate de momentul cinetic orbital și nu pot fi explicate în cadrul modelului Bohr-Sommerfeld. Câțiva ani mai târziu, Kronig, Uhlenbeck și Goudsmit au formulat ipoteza existenței unui moment cinetic al electronului, datorit rotației sarcinii sale și caracterizat printr-un număr cuantic semiîntreg {\displaystyle \scriptstyle s={\frac {1}{2}}}. Wolfgang Pauli a arătat că un model al electronului ca sarcină în rotație este incompatibil cu principiile teoriei relativității; însă existența unui moment cinetic intrinsec al electronului, numit pe scurt spin, presupusă de teorie și confirmată de experiment, a fost acceptată ca postulat al fizicii atomice. Teoria spinului electronic a fost formulată de Pauli.